# میلیتسا نوواکوویچ
میلیتسا نوواکوویچ (سیریلیک صربی: Милица Новаковић؛ زادهٔ ۱۹ مهٔ ۱۹۸۸) قایقران کانو زن اهل صربستان است.
وی در مسابقات کشوری و بین‌المللی در مجموع برندهٔ ۳ مدال طلا، ۱ مدال نقره، ۵ مدال برنز شده‌است.